# Слонави (Великопольське воєводство)
Слонави (пол. Słonawy, нім. Rotenstein) — село в Польщі, у гміні Оборники Оборницького повіту Великопольського воєводства.
Населення — 298 осіб (2011).
У 1975-1998 роках село належало до Познанського воєводства.

## Демографія
Демографічна структура станом на 31 березня 2011 року:
|          | Загалом | Допрацездатний вік | Працездатний вік | Постпрацездатний вік |
| -------- | ------- | ------------------ | ---------------- | -------------------- |
| Чоловіки | 139     | 31                 | 98               | 10                   |
| Жінки    | 159     | 41                 | 95               | 23                   |
| Разом    | 298     | 72                 | 193              | 33                   |